# Голубева, Прасковья Ильинична
Прасковья Ильинична Голубева (род. 1893, ум. не ранее 1977) — ткачиха, депутат Верховного Совета СССР I созыва.

## Биография
Родилась в 1893 году в многодетной семье рабочего торфоразработок Ликинской фабрики. В начале 1900-х годов переехала с родителями в Дрезну.
С 1909 года работала на прядильно-ткацкой фабрике. После революции — активистка женсовета. С 1931 года член ВКП(б).
Стахановка, увеличила количество обслуживаемых станков более чем в два раза. В 1936 году награждена орденом Ленина.
В 1937 году избрана депутатом Совета Союза Верховного Совета СССР от Московской области.
Во время войны во главе делегации Орехово-Зуевского района часто выезжала на передовую для бесед с бойцами и вручения подарков.
С 1952 года персональный пенсионер союзного значения.
Решением сессии районного Совета присвоено звание «Почётный гражданин Орехово-Зуевского района».